# Rodovia Municipal Domingos Innocentini
A Rodovia Municipal Domingos Innocentini (SPA-149/215) ou SCA-040, é uma rodovia do Estado de São Paulo, situada no município de São Carlos.
Inicia-se no final da Avenida Morumbi no bairro Morumbi, zona sul da cidade de São Carlos, interligando a Rodovia Luís Augusto de Oliveira (SP-215) à Rodovia Municipal Ayrton Senna para a Represa do Broa, Iate Clube de São Carlos, Brotas e cidade de Itirapina, e à Rodovia Engenheiro Paulo Nilo Romano (SP-225) em Itirapina, para Itaqueri da Serra, Brotas e outras. 
A rodovia foi inaugurada na década de 70 pela Prefeitura de São Carlos, juntamente com o Governo do Estado de São Paulo, em substituição à antiga Estrada Municipal do Broa que não era pavimentada e possuía um traçado diferente do que é atualmente.
A rodovia é uma importante interligação, pois dá acesso à Represa do Broa, à USP, ao Iate Clube de São Carlos, e ao (Balneário Santo Antônio), local onde são praticados diversos esportes náuticos, incluindo campeonatos, principalmente de wakeboard. Acessa também o luxuoso condomínio e clube "Vila Pinhal" e o Aeródromo Dr. José Augusto de Arruda Botelho. 
E seu trajeto não possui pedágio, há um pedágio municipal na Rodovia Municipal Ayrton Senna que pertence a Itirapina.